# Jerry Lynn
Pour les articles homonymes, voir Lynn.
Jeremy « Jerry » Lynn (né le 12 juin 1963 à Minneapolis) est un catcheur (lutteur professionnel) américain.
Il commence sa carrière  à la fin des années 1980 et se fait connaitre au cours de son passage à la Extreme Championship Wrestling (ECW) de 1997 à 2001. Il y remporte le championnat du monde poids lourd de la ECW. En 2001, il rejoint la World Wrestling Federation et y devient champion des poids mi-lourd de la WWF et champion des poids lourd légers de la WWF. Il rejoint ensuite la Total Nonstop Action Wrestling (TNA) en 2002 où il est champion du monde par équipes de la National Wrestling Alliance à deux reprises avec A.J. Styles puis Amazing Red et champion de la division X de la TNA. En 2008, il part lutter à la Ring of Honor (ROH) et y devient champion du monde de la ROH. Il arrête sa carrière en 2013.

## Jeunesse
Lynn grandit au Minnesota et devient fan de catch en regardant les émission de la American Wrestling Association avec son père. Il est notamment fan de Baron Von Raschke, The Crusher (en), Adrian Adonis et Jesse Ventura. Après le lycée, il commence à travailler pour une entreprise qui installe la télévision par câble.

## Carrière de catcheur

### Entraînement et débuts (1988-1995)
Alors qu'il travaille pour une entreprise qui installe la télévision par câble, Lynn apprend que Brad Rheingans (en) a son école près de son domicile. Il décide d'emprunter 2 500 dollars pour s'y inscrire. Il commence sa carrière dans le Minnesota et est aussi ponctuellement jobber pour la World Wrestling Federation. Il part ensuite à Memphis lutter à la United States Wrestling Association.
Il retourne dans le Minnesota au début des années 1990 et travaille à la Pro Wrestling America (PWA). Il s'y fait connaitre pour ses matchs face à The Lightning Kid et Sabu et y devient champion des poids mi-lourd de la PWA à trois reprises,. Il y remporte aussi une fois le championnat poids lourd de la PWA et le championnat par équipe de cette fédération,.

### World Championship Wrestling (1995–1997)
Lynn va ensuite à la World Championship Wrestling ou il obtient une meilleure audience sous le personnage masqué de Mr. J.L. Avec son style aérien, Lynn intègre la division des poids lourd légers de la WCW. Dans cette division, il affrontera de nombreux talents tels que des luchadores mexicains, les canadiens Chris Benoit et Chris Jericho, l’américain Dean Malenko, Eddie Guerrero, Sabu, et l'allemand Alex Wright. Le 18 décembre 1995, au cours d'un match contre Dean Malenko, il se casse le bras ce qui l'éloignera des rings quelque temps.
Il a aussi fait plusieurs matchs à Saturday Night sous sa vraie identité, le plus fameux face à Lex Luger. L'un de ses derniers matchs majeurs à la WCW prend place lors de Clash of the Champions XXXV, un matchs à 6 par équipe de 3, avec comme partenaires Konnan et La Parka face Chris Jericho, Super Calo et Chavo Guerrero, Jr., match qu'il perdra.
Alors qu'il était blessé, Eric Bischoff le licencie de la WCW.

### Extreme Championship Wrestling (1997–2001)
Après son renvois de la WCW, Lynn rejoint la Extreme Championship Wrestling (ECW). Dès ses débuts, il est impliqué dans une feud (rivalité) de « respect » avec Justin Credible, qui eut pour conséquence une série de matchs, Credible gagnera finalement le dernier match au PPV Heatwave '98. Après quoi, Lynn entame une rivalité contre Lance Storm et Mikey Whipwreck, mais la feud tournera cours quand Whipwreck partit pour la WCW.
Une fois la feud contre Storm terminé, Lynn participe à un match pour le ECW World Television Championship contre Rob Van Dam à Living Dangerously en 1999, match qui se finit par une victoire de Lynn à la suite d'une décision de l'arbitre après que la limite de temps a été dépassée. Malgré cette victoire il demande une prolongation de 5 minutes, qui lui fut accordées, pour gagner le titre légitimement, mais il se fait battre par RVD après que celui-ci lui est porté son finisher, le Five-Star Frog splash. Bien qu'il n'ait pas gagné le match, Lynn se rebaptise "The New F'N Show", en provocation au surnom de Van Dam, "The Whole F'N Show", et affirmant aussi qu'il pourrait le déposséder du titre ECW World Television.
Le 1er octobre 2000, à Anarchy Rulz, Lynn bat Justin Credible pour le ECW World Heavyweight Championship. Il conserve le titre pendant un mois, réussissant à le défendre avec succès face à Steve Corino, mais il le perdra dans un rematch. Au dernier pay-per-view de la ECW, Guilty as Charged en 2001, Lynn est dans le main event, et perd contre Rob Van Dam après un Van Terminator.

### World Wrestling Federation (2001–2002)
Après le rachat de la ECW par la WWF il rejoint la fédération de McMahon.
Il remportera le titre Light Heavyweight, face à Crash Holly fin avril 2001 lors d'un épisode de Sunday Night Heat, mais le perdra contre Jeff Hardy début juin lors d'un match se tenant à SmackDown!.
Jerry Lynn verra sa carrière à la WWF se finir rapidement, car la compagnie n'avait rien pour lui.

### Total Nonstop Action Wrestling (2002–2007)
Lynn participe au premier match de l'histoire de la TNA et sera reconnu comme le pionnier de la X-Division.
Titre qu'il remportera a de nombreuses reprises pour la compagnie.

### Ring of Honor (2008–2011, 2012)
Il travaille pour la ROH à diverses occasions. Le 3 avril 2009, lors de Supercard of Honor IV, il remporte le ROH World Championship en battant Nigel McGuinness. Il perd son titre le 13 juin au profit de Austin Aries dans un Thriple Threat Elimination match qui incluait également Tyler Black. Son dernier match à la ROH fut le 16 décembre 2012 lors de Final Battle (2012) en perdant face à Mike Bennett.

### Retour à la TNA (2010–2011, 2013)
Lors de One Night Only: X-Travaganza 2013, il perd contre Rob Van Dam dans un No Disqualification Match.

### Circuit Indépendant (2003–2013)
Lynn travaille pour la All World Wrestling entre 2003 et 2004.

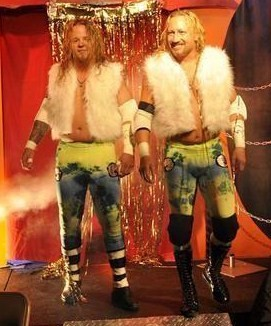
Ram-Jam (Lynn, à droite et Grimmy Jam à gauche)

### All Elite Wrestling (2019-...)
En 2019, Lynn a signé avec All Elite Wrestling en tant qu'entraîneur et producteur.

## Palmarès
- Continental Wrestling Association
  - 1 fois CWA Heavyweight Championship

- Extreme Championship Wrestling
  - 1 fois ECW World Heavyweight Championship[10]

- Global Wrestling Federation
  - 1 fois GBF Cruiserweight Championship

- Pro Wrestling America
  - 1 fois PWA World Championship
  - 1 fois PWA Tag Team Championship avec The Lightning Kid
  - 1 fois PWA Cruiserweight Championship

- Ring of Honor
  - ROH World Championship (1 fois)

- Total Nonstop Action Wrestling
  - 2 fois TNA X Division Championship
  - 2 fois NWA World Tag Team Championship AJ Styles et Amazing Red[11]
  - World X Cup Tournament Championship

- World Wrestling All-Stars
  - 1 fois WWA Cruiserweight Championship

- World Wrestling Entertainment
  - 1 fois WWE Cruiserweight Championship[12]
  - 1 fois WWE Light Heavyweight Championship[13]